# سعید معیدفر
سعید مُعیدفر (زاده ۱۳۳۵، اصفهان) جامعه‌شناس ایرانی و دانشیار بازنشسته گروه جامعه‌شناسی دانشکده علوم اجتماعی دانشگاه تهران است. وی مدرک کارشناسی را از دانشگاه تهران (۱۳۵۹)، کارشناسی ارشد را از دانشگاه تربیت مدرس (۱۳۶۶) و دکتری را نیز از همین دانشگاه (۱۳۷۴) اخذ نموده‌است. تخصص او در زمینه مسایل اجتماعی ایران است و کتاب‌ها، مقاله‌ها، سخنرانی‌ها و نقد و نظر مطبوعاتی و رسانه‌ای او عمدتا در همین زمینه است. 
معیدفر پس از درگیری‌های انتخابات ۱۳۸۸، در جریان بازنشستگی اجباری برخی از استادان منتقد، از دانشکده علوم اجتماعی دانشگاه تهران بازنشسته شد.

## سمت‌ها
- مشاور اجتماعی وزیر راه و شهرسازی (اسفند ۱۳۹۲- تا خرداد 1395)
- سردبیر نامه علوم اجتماعی دانشکده علوم اجتماعی (۱۳۸۴–۱۳۸۹)
- عضو شورای راهبردی کاهش آسیب‌های اجتماعی شهر تهران در معاونت اجتماعی شهرداری (۱۳۹۰-1398)
- رئیس انجمن جامعه‌شناسی ایران (۱۳۸۳–۱۳۸۷)
- رئیس پژوهشگاه فرهنگ هنر و ارتباطات وزارت فرهنگ و ارشاد اسلامی (۱۳۸۰–۱۳۸۲)
- دبیر سمینار دانشگاه جامعه و فرهنگ اسلامی وزارت علوم تحقیقات و فناوری (۱۳۷۷–۱۳۷۸)
- مدیر گروه ارتباطات دانشکده علوم اجتماعی (۱۳۷۶–۱۳۷۷)
- عضو کمیسیون پژوهشی فرهنگی دانشگاه تهران (۱۳۷۵–۱۳۷۶)
- دبیری سمینار توسعه فرهنگی دانشکده علوم اجتماعی
- معاون اداری مالی دانشکده علوم اجتماعی (۱۳۷۳–۱۳۷۶)
- مدیر کل پژوهش‌های بنیادی وزارت فرهنگ و ارشاد اسلامی (۱۳۷۱–۱۳۷۲)

## برخی از مقالات
- بررسی مهاجرتهای روستایی استان همدان
- بررسی فعالیت و مصرف کالاهای فرهنگی خانوار
- میزان بهره‌مندی شهروندان تهرانی از مطبوعات ۱۳۷۴
- بررسی میزان اخلاق کار و عوامل فردی و اجتماعی مؤثر بر آن در واحدهای تولیدی صنعتی
- نقش زن در توسعه با تأکید بر اشتغال و آموزش (فراتحلیل از تحقیقات انجام شده در موضوع نقش زن در توسعه)
- رفتارهای فرهنگی ایرانیان (یافته‌های طرح پژوهشی فعالیت و مصرف کالاهای فرهنگی در مناطق روستایی کل کشور)
- شاخص‌های فرهنگی کشور
- ساماندهی امور فرهنگی و اجتماعی دانشجویان دانشگاه تهران
- بررسی میزان اخلاق کار و عوامل اجتماعی مؤثر بر آن در ادارات دولتی
- بررسی پدیده استفادهٔ اعتیادی از اینترنت و پیامدهای آن در بین نوجوانان و جوانان (۲۵–۱۵ سال) شهر تهران
- نقش تحصیلات دانشگاهی در جهت گیریهای ارزشی نگرشی و رفتاری
- تحلیل موضوعی مقالات نامه علوم اجتماعی دانشگاه تهران ۱۳۸۶
- بررسی فعالیت و مصرف کالاهای فرهنگی خانوار شهر تهران ۱۳۸۹
- مطالعات طبیعی، اقتصادی، اجتماعی و فرهنگی منطقه نفتی بهرگان، با تأکید بر اصلاح شبکه پیوندهای مردم و صنعت نفت ۱۳۸۸
- بررسی تأثیر اجتماعی ساخت مسجد معمار ۱۳۸۹
- ارتقاء فرهنگ عمومی و باورهای دینی شهروندان تهرانی (سفارش معاونت اجتماعی شهرداری) ۱۳۹۱
- زنان و فرهنگ شهری (سفارش ستاد توانمندسازی زنان سرپرست خانوار شهرداری)[۱][۲][۳][۴]